# Етиопски календар
Етиопски календар или календар Еритреје је главни календар који се користи у Етиопији, а служи и као литургијска година за хришћане у Еритреји и Етиопији који припадају еритрејској православној цркви Тевахедо, цркви етиопске православне цркве, источним католичким црквама, коптској православној цркви у Александрији, и етиопско-еритрејски евангелизам.

## Опште одлике
То је соларни календар који, пак, потиче из египатског календара, али као јулијански календар, он додаје скокни дан сваке четири године без изузетка, и почиње годину 29. августа или 30. августа у јулијанском календару. Јаз између 7-8 година између етиопских и грегоријанских календара произилази из алтернативног прорачуна у одређивању датума Благовести. Као и коптски календар, етиопски календар има 12 месеци од 30 дана плус 5 или 6 епагоменалних дана, који обухватају тринаести месец. Етиопски месеци почињу истим данима као они из коптског календара, али њихова имена су у Ге'езу. Шести епагоменални дан се додаје сваких 4 године, без изузетка, 29. августа у јулијанском календару, 6 месеци пре одговарајућег јулијанског преступног дана. Тако је први дан етиопске године, 1 маскарам, годинама између 1900. и 2099. године, обично 11. септембар. Међутим, то пада 12. септембра у годинама пре грегоријанске преступне године.

## Ере
Да бисмо означили годину, Етиопљани и следбеници еритрејских цркава данас користе ере Инкарнације, која датира из Благовиести или Инкарнације Исуса 25. марта, како је израчунао Анијан Александријски; тако је његова прва грађанска година почела 7 месеци раније, 29. августа. Ово доводи до тога да је број година у Етиопији за 8 година мањи од броја грегоријанских година од 1. јануара до 10. или 11. септембра, а затим 7 година мање за остатак грегоријанске године. У прошлости, бројне друге ере за бројне године су такође биле у широкој употреби у Етиопији и Краљевини Аксум.

### Ера мученика
Најважнија ера - некада широко коришћена од стране источног хришћанства, и још увек коришћена од стране коптске православне цркве у Александрији - била је ера мученика, позната и као Диоклецијанова ера, или доба Диоклецијана и мученика, чија је прва година почела 29. августа 284. године. У односу на грегоријанске и јулијанске новогодишње дане, од 1. до 4. месеца касније, разлика између ере мученика и године после Христа је 285 година (285 = 15 × 19). То је зато што је 525. године Дионисије Екигуус одлучио да дода 15 метонских циклуса постојећим 13 метонским циклусима Диоклецијанове ере (15 × 19 + 13 × 19 = 532) да би се добио читав 532-годишњи Ускршњи циклус, чији је први циклус завршио.

### Anno mundi(у години света) према Панодору
Око 400. године нове ере, александријски монах Панодор је фиксирао александријску еру, датум настанка, 29. августа 5493. пне. После 6. века наше ере користили су египатски и етиопски хронолози. Дванаести 532-годишњи циклус овог периода почео је 29. августа 360. године, и тако 76 година након ере мученика.

### Anno mundi(у години света) према Анијану
Бискуп Анијан је као стил новогодишњице, 25. марта, преферирао стил Благовести. Тако је прешао у Панодорово доба за око шест месеци, да би почео 25. марта 5492. године пре нове ере. У етиопском календару то је еквивалентно 15 Магабит 5501. пре Христа. Anno mundi остало је у употреби све до краја 19. века.

## Циклус преступне године
Четворогодишњи циклус повезан је са четири Јеванђелиста: прва година након етиопске преступне године је названа Јованова година, а затим Матејева година, а затим Маркова година. Година са 6. епагоменалним даном је традиционално означена као Лукина година.

## Месеци
| Ге'еѕ, амхарик и тигринија   | Јулијански календар | Грегоријански календар |
| ---------------------------- | ------------------- | ---------------------- |
| Mäskäräm (መስከረም)             | 29. август          | 11. септембар          |
| Ṭəqəmt(i) (ጥቅምት)             | 28. септембар       | 11. октобар            |
| Ḫədar (ኅዳር)                  | 28. октобар         | 10. новембар           |
| Taḫśaś ( ታኅሣሥ)               | 27. новембар        | 10. децембар           |
| Ṭərr(i) (ጥር)                 | 27. децембар        | 9. јануар              |
| Yäkatit (Tn. Läkatit) (የካቲት) | 26. јануар          | 8. фебруар             |
| Mägabit (መጋቢት)               | 25. фебруар         | 10. март               |
| Miyazya (ሚያዝያ)               | 27. март            | 9. април               |
| Gənbo (t) (ግንቦት)             | 26. април           | 9. мај                 |
| Säne (ሰኔ)                    | 26. мај             | 8. јун                 |
| Ḥamle (ሐምሌ)                  | 25. јун             | 8. јул                 |
| Nähase (ነሐሴ)                 | 25. јул             | 7. август              |
| Ṗagʷəmen/Ṗagume (ጳጐሜን/ጳጉሜ)   | 24. август          | 6. септембар           |